# John Alden Carpenter
Pour les articles homonymes, voir Carpenter.
John Alden Carpenter (28 février 1876 – 26 avril 1951) est un compositeur américain.

## Biographie
Carpenter est né à Park Ridge (Illinois) le 28 février 1876, et est élevé dans une famille de musiciens. Il fait ses études à Harvard University où il travaille avec John Knowles Paine, où il est président du Glee Club et écrit de la musique pour le Hasty-Pudding Club. Voulant devenir compositeur, il séjourne à Londres pour travailler avec Edward Elgar, et finalement réussit à étudier avec lui à Rome en 1906,, puis retourne aux États-Unis pour étudier avec Bernhard Ziehn à Chicago de 1909 à 1936. Il se construit une vie confortable en tant que vice-président de l'entreprise familiale, une entreprise d'expédition de fournitures, de 1909 à sa retraite en 1936. Puis, à sa retraite, il passe beaucoup de son temps à composer. Il meurt à Chicago le 26 avril 1951.

## Œuvre
Le style de composition de Carpenter a été considéré comme essentiellement « légèrement moderniste et impressionniste ». Plusieurs de ses œuvres s'efforcent d'englober l'esprit de l'Amérique, par exemple le très patriotique The Home Road. Il est aussi inspiré par le jazz. Il a composé trois ballets, dont un basé sur le comics Krazy Kat, et un autre,  Gratte-ciel, basé sur New York (la création a lieu au Metropolitan Opera), mais également inspiré par sa ville natale, Chicago.
Une de ses œuvres les plus célèbres est la suite orchestrale impressionniste de 1914 Adventures in a Perambulator. En 1932, il termine The Song of Faith (La chanson de la foi) pour le bicentenaire de George Washington. Il a composé une symphonie (Symphonie no 1, en do), qui est créée dans le Norfolk Connecticut en 1917, et révisée pour le 50e anniversaire du Chicago Symphony Orchestra, qui l'interprète le 24 octobre 1940. Il a également composé de nombreuses pièces pour piano et des chansons, dont le cycle de chansons Gitanjali, sur des poèmes par Rabindranath Tagore.
Ses compositions pour piano incluent une Sonate, une Nocturne, une Polonaise, un Impromptu clairement inspiré par Debussy, un Menuet, plusieurs danses et pièce courtes enregistrées en 1986 par Denver Oldham pour New World Records.

## Honneurs et récompenses
Carpenter a reçu de nombreux honneurs au cours de sa vie :
- il a été membre du Phi Mu Alpha Sinfonia, une fraternité musicale ;
- il a été fait chevalier de la Légion d'honneur française en 1921[2] ;
- il a obtenu une maîtrise honorifique (M.A.) de l'Université Harvard en 1922[2] ;
- il a reçu un doctorat honoraire de musique de l'Université du Wisconsin en 1933[2] ;
- il a été élu membre de l'Académie américaine des arts et des sciences en 1933[6] ;
- il a reçu la Médaille d'or de l'Institut national des Arts et Lettres en 1947[2].

## Œuvres

### Musique orchestrale
- Adventures in a Perambulator (1914)
- Symphonie no 1, en do (1917)

### Musique concertante
- Concertino pour piano et orchestre (1914)

### Musique de chambre
- Sonate pour violon et piano (1912)
- Quatuor à corde (1927)

### Musique vocale
- The Song of Faith (1932)

### Ballets
- Krazy Kat, pantomime jazz (1921)
- Gratte-ciel